# Alliance française de Bydgoszcz
 (août 2025).
L’Alliance française de Bydgoszcz est un organisme proposant des cours de la langue française.
Elle a été fondée initialement dans le cadre de l'École supérieure de pédagogie de Bygoszcz en Pologne. Ses activités ont été transférées à une association sans but lucratif fondée à cet effet en 2012 (Stowarzyszenie Alliance Française w Bydgoszczy).

## Activités

### Cours et diplômes de français
L'Alliance française de Bydgoszcz propose des cours de langue française pour adultes et enfants à tous les niveaux, de A1 à C2.
Elle permet de préparer les tests et examens officiels français de français langue étrangère.

### Culture
Des activités liées au cinéma sont proposées, notamment une participation au festival de cinéma français en Pologne ou à des concours d'écriture comme celui de l'AMOPA Nous, l'Europe !.
La médiathèque donne accès aux ressources numériques proposées par l'Institut français de Pologne.
L'Association d'amitié Pologne-France (TPPF) et l'Alliance française de Bydgoszcz accueillent chaque année la finale nationale du Concours national de prose et poésie françaises (devenu depuis 2005 concours de prose et poésie francophones).

## Direction
- président : Paweł Kajetan Izdebski (professeur de psychologie à l'université Casimir-le-Grand de Bydgoszcz)
- gérante (en polonais : prokurent) : Małgorzata Hack
- directrice : Agnieszka Mizera

## Coopération
L'AF coopère avec la section française du Collège universitaire de formation des maîtres de langues étrangères de Bydgoszcz (pl).